# New Urban Cowboy
Pour plus de détails, voir Fiche technique et Distribution.
New Urban Cowboy: Toward a New Pedestrianism (Le Nouveau Cowboy urbain : vers un Nouveau Piétonnisme) est un documentaire sur DVD de 2008, à propos de l'artiste et urbaniste américain Michael E. Arth, son mouvement le New Pedestrianism, et ses efforts pour reconstruire les villes en commençant par un quartier dégradé repaire de trafic de drogue à DeLand, Floride. Cette édition internationale de 83 minutes — avec sous-titres en espagnol, français, allemand, japonais, et chinois — est réédité à partir d'une version de 100 minutes qui faisait partie de la tournée du festival du film en 2007. La première version était Intitulée New Urban Cowboy: The Labors of Michael E. Arth. (Le nouveau cowboy urbain: les travaux de Michael E. Arth),

## Synopsis
L'histoire suit Michael E. Arth et sa femme enceinte, Maya, d'un bout l'autre du pays, de Santa Barbara, CA—où ils vivaient dans une villa spacieuse entourée de chutes d'eau—à un quartier dangereux et dégradé dans une petite ville de Florida. Arth achète 30 maisons et commerces, et transforme ce quartier mal famé pour en faire le “Historic Garden District.” (quartier historique des jardins). Avec des pistolets à clous et à agrafes, et avec de la persuasion affable plutôt que de la confrontation, Il évacue les trafiquants de drogue et autres criminels, et ensuite crée un modèle réadapté à l'endroit de ce que doivent être les nouvelles villes et nouveaux quartiers. Le film décrit aussi le développement de sa philosophie urbaniste, le New Pedestrianism, et se termine avec une vision optimiste du futur. Il y a aussi une section, avec des documents d'archive, qui fait la chronique de la vie passée de Michael Arth, ses débuts difficiles comme surfer, artiste, constructeur, architecte d'intérieur et urbaniste,.

## Le New Pedestrianism
New Pedestrianism (NP) (Le Nouveau Piétonnisme) est une variante plus Idéaliste du New Urbanism (Nouvel Urbanisme) dans la théorie de la planification urbaine, fondée en 1999 par Michael E. Arth, un artiste américain, urbaniste, architecte d'intérieur, paysagiste, futuriste, et auteur. Le NP s'adresse à des problèmes associés au Nouvel Urbanisme et essaie de résoudre une variété de problèmes sociaux, sanitaires, énergétiques, économiques, esthétiques et écologiques. Une nouvelle ville ou des quartiers fondés sur les principes du NP s'appelle un Village Piétonnier (Pedestrian Village). Les Villages Piétonniers peuvent être soit complètement exempts de voiture soit avoir un accès automobile à l'arrière des maisons et des commerces, les allées piétonnes étant systématiquement à l'avant,.

## Trilogie
New Urban Cowboy est le premier d'une série de trois documentaires expliquant les idées de Michael Arth pour des solutions aux problèmes actuels et sur les futures tendances. Les deux autres films, prévus pour une sortie à la fin de 2008, sont 'The Labors of Hercules: Modern Solutions to 12 Herculean Problems(Les travaux d’Hercules: solutions modernes à douze problèmes herculéens) and UNICE: Universal Network of Intelligent Conscious Entities. (UNICE: réseau d'entités conscientes et intelligentes)

## Reaction
En général, New Urban Cowboy a reçu un accueil très favorable, même dans sa première version au festival du film,,. Les critiques académiques sur la philosophie urbaniste de Michael Arth, New Pedestrianism telle qu'elle est exprimée dans le film (et ailleurs) furent aussi très favorables,,.

## Fiche technique
- Titre : New Urban Cowboy : Toward a New Pedestrianism (Le nouveau cowboy urbain : vers un Nouveau Piétonnisme)
- Sous-titre : Fixin’ the Earth one town at a time (réparer la terre une ville à la fois)
- Réalisation : Michael E. Arth
- Image : Blake Wiers, Michael E. Arth
- Montage : Blake Wiers
- Musique : B. Bush, C. Gear, C. Verdeaux, M. Ravel, V. Thomas, Threadneedle
- Montage musical : Helena Lea
- Société de production : Golden Apples Media
- Distribution : Golden Apples Media Inc.
- Pays d’origine : États-Unis
- Version originale : Anglais
- Durée : 83 minutes
- Date de sortie : 2008